# GBU-43 Massive Ordnance Air Blast
GBU-43/B Massive Ordnance Air Blast (важкий боєприпас фугасної дії; MOAB, поширений бекронім: Mother Of All Bombs — «мати всіх бомб») — американська фугасна авіаційна бомба, створена в 2002—2003 роках. MOAB продовжує залишатися однією з найбільших авіабомб, оснащеною системою супутникового наведення.
В арсеналі США є 15 одиниць MOAB.

## Історія створення
В середині 2002 року в дослідницьку лабораторію ПС США (англ. Air Force Research Laboratory) надійшло замовлення на удосконалення бомби BLU-82, зокрема, на обладнання її системою супутникового наведення, що змусило також поліпшити аеродинамічні якості боєприпасу. Вже до березня 2003 року нова бомба була готова. 7 березня був здійснений перший самостійний політ MOAB без бойової частини. 11 березня MOAB була випробувана на полігоні бази ПС Еглін у Флориді, друге випробування пройшло на тому самому місці вже 22 листопада.

## Технічні характеристики

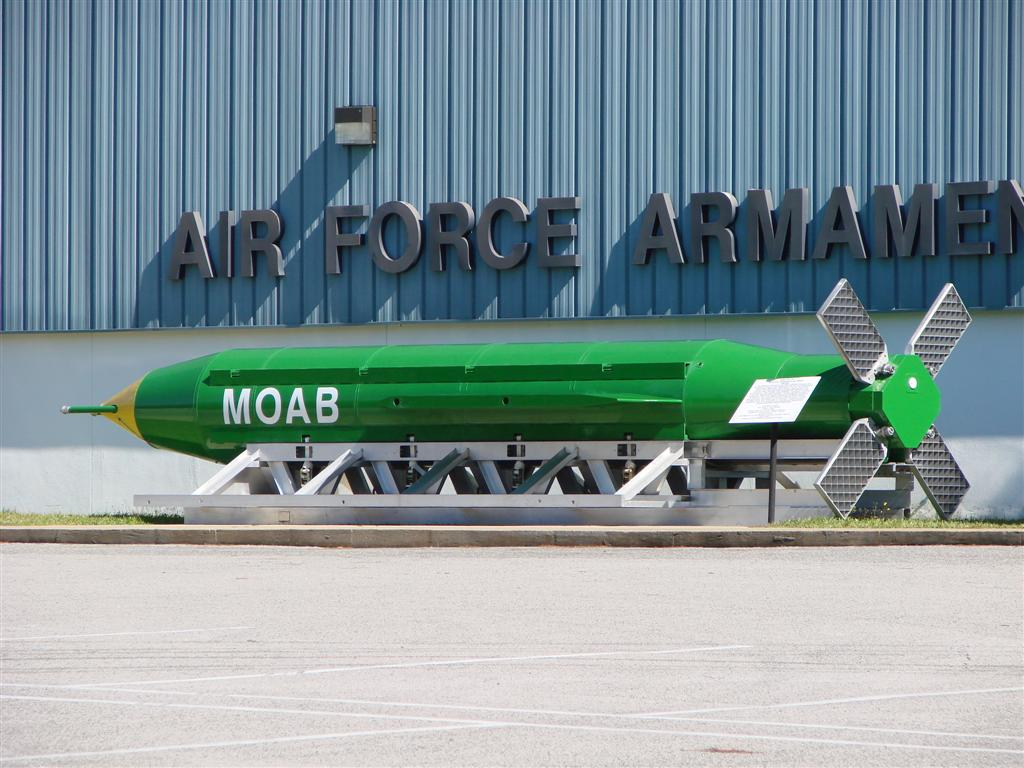
GBU-43/B MOAB з системою решітчастих стабілізаторів

Всупереч поширеній помилковій думці, МОАВ не є об'ємно-детонуючою (також ще помилково званою «вакуумною») бомбою. Це ФАБ — фугасна авіабомба, яка має довжину 9,17 м і діаметр 102,9 см. Вага бомби становить 9,5 тонн, з яких 8,4 припадає на вибухову речовину австралійського виробництва H-6 — суміш гексогену, тротилу та алюмінієвого порошку — яка потужніша за чистий тротил у 1,35 рази. Сила вибуху становить 11 тонн в тротиловому еквіваленті, радіус ураження — близько 140 метрів, часткові руйнування відбуваються на відстані до 1,5 км від епіцентру.
MOAB забезпечена системою наведення KMU-593/B, що включає в себе системи інерціальної і супутникової навігації.
Під час випробувань бомба скидалася з транспортного літака Lockheed C-130 Hercules. Усередині літака MOAB встановлюється на платформі, яка разом з бомбою витягується через люк за допомогою парашута. Потім MOAB негайно, щоб не втратити швидкість, відчіпляється від платформи і парашута, після чого починає самостійне наведення на ціль.

## Вартість
Розробка бомби коштувала понад $300 млн, а кожна бомба оцінюється в суму $170 тисяч.

## Бойове застосування
13 квітня 2017 року в районі Ачин, провінція Нангархар, Афганістан, було скинуто бомбу MOAB на печерний комплекс угруповання «Вілаят Хорасан» . Це було перше оперативне застосування цієї бомби. Через два дні представник афганської армії заявив, що удар убив 94 бойовиків Вілаят Хорасан, зокрема чотирьох командирів, без ознак жертв серед цивільного населення. Однак афганський парламентар із провінції Нангархар Есматулла Шинварі повідомив, що місцеві жителі розповіли йому, що вибух убив учителя та його малого сина. Колишній представник військових США Марк Гарласко, який працював в адміністрації Джорджа Буша, зазначив, що США раніше не використовували MOAB через побоювання, що вона може ненавмисно завдати шкоди або вбити мирних жителів.